# Stanisław Tarnowski

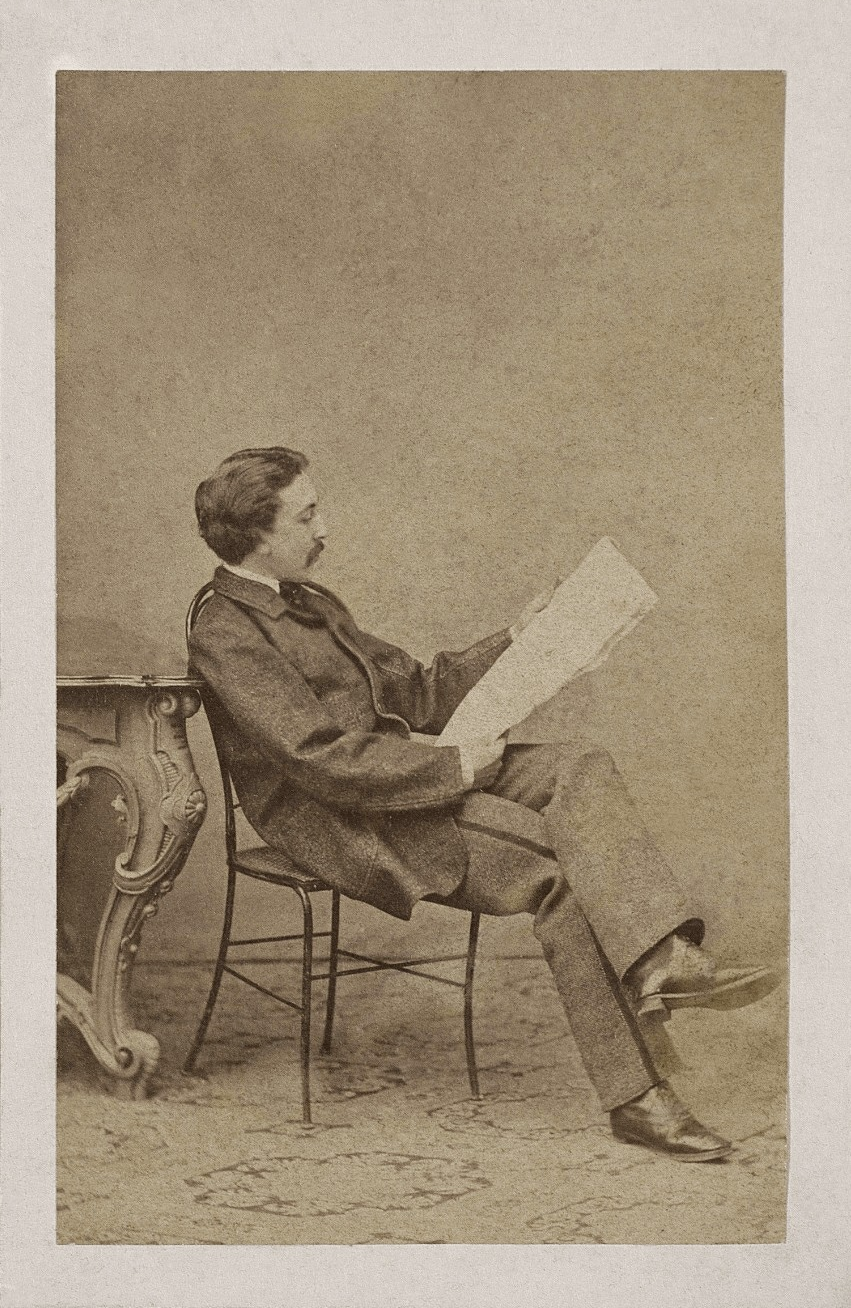
Stanisław Tarnowski (Ludwig Angerer, 1863)

Stanisław Kostka Tarnowski (Tarnobrzeg, 7 novembre 1837 – Cracovia, 31 dicembre 1917) è stato un poeta, scrittore e politico polacco.

## Biografia
Stanisław Tarnowski nacque il 7 novembre 1837, a Dzików, (ed oggi è un quartiere della città di Tarnobrzeg), in quella che all'epoca in dell'Impero austriaco e oggi è la Polonia.  Il padre del Stanisław era Jan Bogdan Tarnowski; la madre, invece, era Gabriela Tarnowska, nata Małachowska.
Stanisław Tarnowski era scrittore, professore nell’università di Cracovia (1872-1909), dal 1891 presidente dell’Accademia polacca. Nell campo politico fu uno dei capi del lealismo polacco nell’ambito dell’Austria. Un vivo attaccamento alle tradizioni patrie caratterizza anche i suoi numerosi studî di litteratura polacca ( Historia literatury polskiej , 1900-1907). Stanisław Tarnowski era cugino di Władysław Tarnowski e Stanisław Tarnowski "Biały" ("Bianco")

## Opere

### Opere litterarie
- Stanisław Tarnowski, Władysław Ludwik Anczyc Wędrówka po Galilei (Vagando per la Galilea, 1873)
- Stanisław Tarnowski Marszałek (Maresciallo, 1882),
- Stanisław Tarnowski Czyściec Słowackiego (Purgatorio di Słowacki, 1903).

### Opere storiche e politiche
- Z doświadczeń i rozmyślań, (edizione postuma, 2002)
- Królowa opinia: wybór pism, (edizione postuma, 2011)
- O Rusinach i Rusi (1891)
- Studya polityczne, (Studi politici, 1895, in due volumi)
- Skutki rozstroju, rozruchy, (1898)
- Stanisław Tarnowski, Stanisław Koźmian, Józef Szujski Teka Stańczyka (1870)
- Studia dyplomatyczne: sprawa polska – sprawa duńska  (1863-1865, in due volumi)
- Nasze dzieje w ostatnich stu latach (1890), (edizione postuma: Nasze dzieje w XIX wieku, 2014)
- Lud wiejski między ładem a rozkładem (1896)

### Storia della literatura
- O dramatach Schillera  (1896)
- Ksiądz Walerian Kalinka (1887)
- Frycz Modrzewski o poprawie Rzeczypospolitej (1867)
- Rozprawa o Juliuszu Słowackim (1867)
- O Łukaszu Górnickim (1868);  „Dworzanin” Górnickiego  (1871)
- O Piotrze Grabowskim (1869)
- O korespondencyi Mickiewicza (1870), Adam Mickiewicz: „Pan Tadeusz” (1905), Z pogrzebu Mickiewicza na Wawelu 4 lipca 1890 roku (1890), Adam Mickiewicz: życie i dzieła: zarys biograficzny (1898), O Mickiewiczu (1898).
- Romans polski w początkach XIX-ego wieku (1871)
- Stefana Garczyńskiego „Wacław” i drobne poezje (1872)
- O księdzu Kaysiewiczu (1873)
- O Krzysztofie Warszewickim (1874)
- Komedye Aleksandra hr. Fredry (1876)
- Pisarze polityczni XVI wieku (1886, in due volumi)
- Ksiądz Waleryan Kalinka (1887)
- Henryk Rzewuski (1887)
- Jan Kochanowski (1888)
- Zygmunt Krasiński (1892), Ku czci Zygmunta Krasińskiego 1812-1912 (1912)
- Henryk Sienkiewicz (1897)
- Julian Klaczko (1909)
- Król Stanisław Leszczyński jako pisarz polityczny (Re Stanisław Leszczyński come scrittore politico 1870, tesi di dottorato)
- Józef Szujski jako poeta (Szujski come poeta, 1901), Szujskiego młodość (La giovinezza di Szujski,1892)
- O literaturze polskiej XIX wieku (1977, edizione postuma, Redakteur: Henryk Markiewicz)

### Storia dell’arte
- Chopin i Grottger: dwa szkice (Chopin e Grottger: due schizzi, 1892); Chopin: as revealed by extracts from his diary (1906), Kilka słów o Chopinie (1871)
- Artur Grottger (1886)
- Matejko (1897)

### Descrizioni di viaggi e diari
- Z wakacyi, (1894, in due volumi)
- Z pielgrzymki słowiańskiej do Rzymu (Dal pellegrinaggio Slavo a Roma, 1881)
- Z Dzikowa do Ziemi Świętej. Podróż do Hiszpanii, Egiptu, Ziemi Świętej, Syrii i Konstantynopola z lat 1857–1858 (2008, edizione postuma)
- Domowa Kronika Dzikowska (2010, edizione postuma).
- Kronika Uniwersytetu Jagiellońskiego od r. 1864 do r. 1887 […] (1887)